# Mediorhynchus passeris
Mediorhynchus passeris är en hakmaskart som beskrevs av Das 1951. Mediorhynchus passeris ingår i släktet Mediorhynchus och familjen Giganthorhynchidae. Inga underarter finns listade i Catalogue of Life.